# Metavěda
Metavěda je použití vědecké metody za účelem zkoumání vědy samotné. Účelem metavědy je zvýšit kvalitu vědeckých metod a tedy vědeckého výzkumu, tj. maximalizovat účinnost vědeckých metod a eliminovat jejich možné nedostatky. Metavědu je tedy možné označit jako „výzkum výzkumu“ nebo „vědu o vědě“ protože využívá výzkumné metody k tomu, aby analyzovala výzkum samotný a zjistila jeho možné nedostatky a tedy prostor pro zlepšení a zefektivnění sebe sama. 
Jak vyplývá ze své podstaty, metavěda zahrnuje veškerou vědu jako takovou, aniž by se zaměřovala na konkrétní její prvky nebo na konkrétní vědecké obory (lze ji v přeneseném významu označit jako tzv. ptačí pohled). Důležitou součástí metavědy je mj. správná interpretace kauzálního mechanismu v kontextu problematiky korelace a kauzality. Její význam tedy tkví především ve snaze o co možná nejvhodnější použití metodologie a vyvození správných závěrů z výsledků výzkumu.
Některé vědní obory z metavědy přímo vycházejí (např. metasociologie).